# Hydrangea bretschneideri
Hydrangea bretschneideri es una especie de arbusto perteneciente a la familia Hydrangeaceae. Es originaria de China. Fue descubierta en las montañas cercanas a Pekín en China por el Dr. Bretschneider en 1882. 

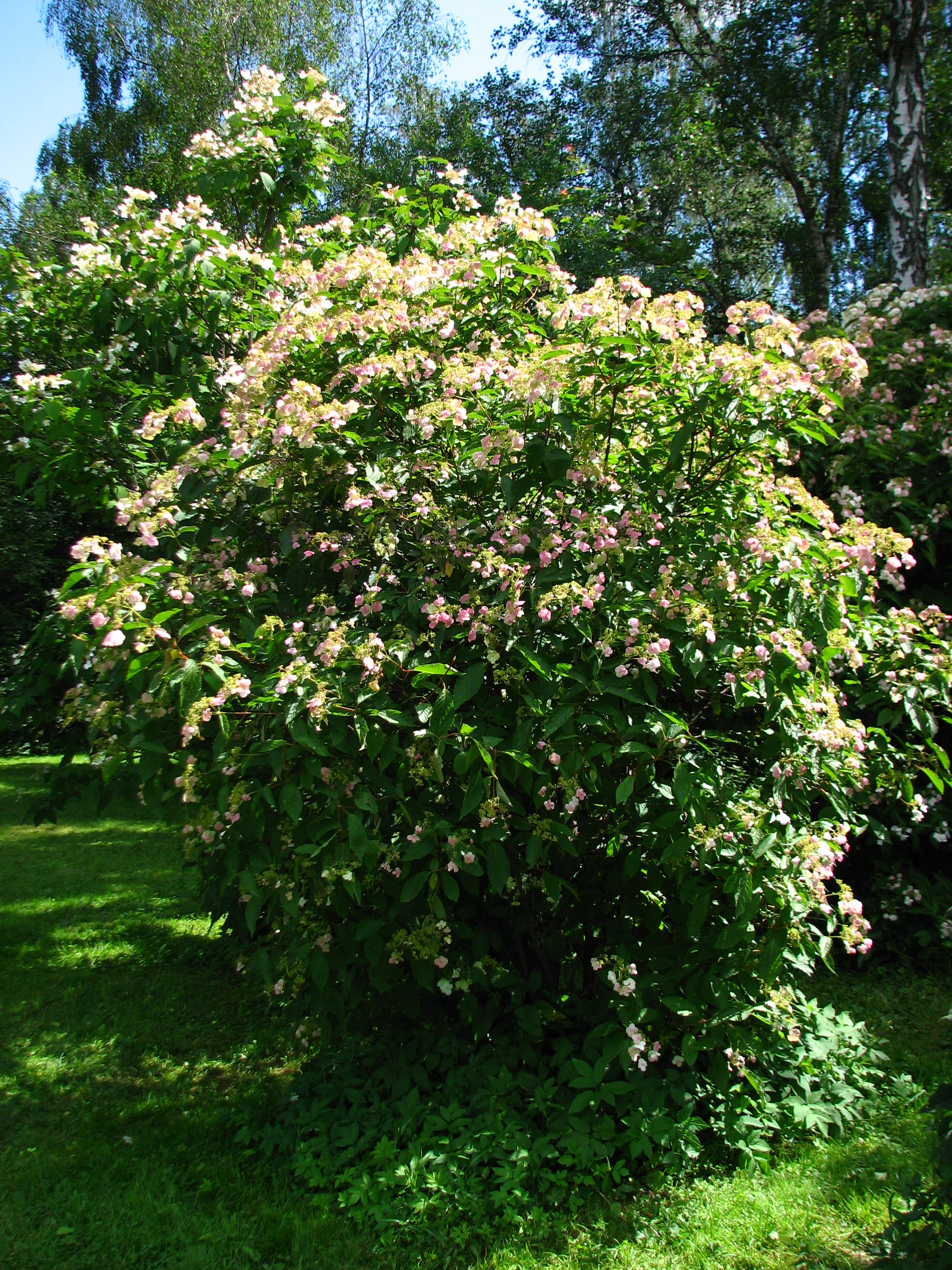
Vista de la planta

## Descripción
Hydrangea bretschneideri es una robusta planta abustiva que alcanza los 5 m de altura, es espesa, caducifolia, con el  tallo con la corteza de color castaño. En el verano sus inflorescencias se componen de diez o más grandes flores blancas que se vuelven rosadas con la edad.

## Taxonomía
Hydrangea bretschneideri fue descrita por Leopold Dippel y publicado en Handbuch der Laubholzkunde 3: 320, f. 171. 1893.
Etimología
Hydrangea: nombre genérico que deriva de las palabras griegas:  (ὕδωρ hydra) que significa "agua" y  ἄγγος (gea) que significa "florero"  o "vasos de agua" en referencia a la característica forma de sus cápsulas en forma de copa.
bretschneideri: epíteto otorgado en honor de Emil Bretschneider.
Sinonimia
- Hydrangea peckinensis hort. ex Dippel
- Hydrangea vestita hort. ex Dippel
- Hydrangea vestita var. pubescens Maxim.
- Hydrangea xanthoneura var. glabrescens (Rehder) Rehder.[1]